# Гуидиццоло
Гуидиццо́ло (итал. Guidizzolo, ломб. Ghidisöl) — коммуна в Италии, располагается в регионе Ломбардия, подчиняется административному центру Мантуя.
Население составляет 5454 человека (на 2004 г.), плотность населения — 235 чел./км². Занимает площадь 22 км². Почтовый индекс — 46040. Телефонный код — 0376.
Покровительницей коммуны почитается Пресвятая Богородица (Madonna del Rosario), празднование в первое воскресение октября.
В 1957 году во время гонки «Милле Милья» в Гуидиццоло погиб автогонщик Альфонсо де Портаго на «Феррари» и ещё несколько местных жителей, стоявших рядом с трассой и сбитых вылетевшей за пределы трассы 335 S Портаго.